# Marah fabacea
Marah fabacea (Naudin) Greene è una pianta della famiglia delle Cucurbitacee diffusa in Nevada e California.